# Leucobryum incurvifolium
Leucobryum incurvifolium är en bladmossart som beskrevs av C. Müller 1897. Leucobryum incurvifolium ingår i släktet Leucobryum och familjen Dicranaceae. Inga underarter finns listade i Catalogue of Life.